# Teodor II (prawosławny patriarcha Antiochii)
Teodor II – chalcedoński patriarcha Antiochii w latach 966–977.